# Вакарда (Кјети)
Вакарда је насеље у Италији у округу Кјети, региону Абруцо.
Према процени из 2011. у насељу је живело 52 становника. Насеље се налази на надморској висини од 386 м.